# Fernando Milagros
Fernando Andrés Milagros Vera (nacido como Fernando Andrés Briones Vera; Talcahuano, 4 de febrero de 1980), conocido como Fernando Milagros, es un cantautor de pop rock chileno que forma parte de la escena musical independiente de la capital chilena. Su cambio de nombre se debe a sus tres años como cantante y bajista de la banda María Milagros. Ha dividido su tiempo entre la música y una carrera en el diseño teatral.

## Biografía
En 2006, Milagros hizo su primer álbum en solitario, Vacaciones en el patio de mi casa, el cual fue lanzado en 2007. Como su nombre lo indica, grabó el álbum en el patio trasero de su propia casa, con tan sólo una guitarra y algunos utensilios domésticos. Continuó con numerosas actuaciones durante el 2008 en diversos bares de Santiago, además hizo de telonero ese mismo año a la cantante anglo-francesa Jane Birkin.
Milagros lanzó en 2009 su segundo álbum, Por su atención, gracias; en el cual siguiendo el ejemplo de otros cantautores chilenos como Leo Quinteros o Manuel García, Fernando contó con la ayuda de una banda de apoyo, en su caso fueron The Falsos, a quienes se les atribuye en la portada del álbum.
Durante el 2010, Milagros llamó la atención del cineasta independiente francés Vincent Moon, quien lo incluyó en la serie Take Away Shows en su sitio de La Blogothèque.
Sería su tercer lanzamiento llamado San Sebastián en 2011, el que le traería reconocimiento internacional. El álbum fue producido por Cristián Heyne; incluyendo además la colaboración de la conocida cantante española Christina Rosenvinge (con quien Milagros realizó una aparición en vivo durante 2011) en los temas «Carnaval» y «Nahual». También contó con la participación el chileno Gepe en la batería. Después de la grabación del álbum, Milagros llegó a actuar en el festival Primavera Sound 2011 en Barcelona.

## Discografía
Álbumes de estudio:
- Vacaciones en el patio de mi casa (2007 - Neurotyka)
- Por su atención gracias (2009 - Oveja Negra)
- San Sebastián (2011 - Quemasucabeza)
- Nuevo Sol (2014 - Evolución)
- Milagros (2017 - Jungla Music)
- Serpiente (2019 - Jungla Music)
- Obsydiana (2022 - Jungla Music)

Sencillos:
- Reina Japonesa (2009)
- Carnaval (2011)
- Nahual  (2011)
- Piedra Angular (2011)
- Otra vida (2013)
- Puzzle (2014)
- La Playa (2014)
- La Noche (2015)
- Marcha de las cadenas (2016)
- Tú (2019)
- Serpiente (2019)
- Antirrevolución feat. Catana (2019)

Álbumes en Vivo:
- Estudio Elefante (2010)